# Korskrogen (Avesta)
Korskrogen is een plaats in de gemeente Avesta in het landschap Dalarna en de provincie Dalarnas län in Zweden. De plaats heeft 63 inwoners (2005) en een oppervlakte van 12 hectare.